# Ieperfest
Ieperfest és un festival de música hardcore celebrat a la ciutat flamenca de Ieper per primer cop el setembre de 1992, i des de llavors amb caràcter anual cada agost de 1994 a 2018 (excepte el 1993). Des del 2019 l'edició se celebra al mes de juliol. El febrer de 2008 es va celebrar una edició d'hivern fins al 2015 (excepte el 2009). Des d'aleshores, aquesta edició s'ha celebrat els anys 2018 i 2022. El 2012, durant el seu 20è aniversari, Ieperfest es va convertir en el festival hardcore degà al món.

## Història
De 1992 a 1998 el festival es va celebrar a la sala de concerts De Vort'n Vis, però a partir de l'edició de 1999 s'han emprat ubicacions a l'aire lliure per acollir un públic creixent. Les edicions de 1999 i 2000 es van celebrar al pati de l'escola de música Stedelijke Academie voor Muziek en Woord. Del 2001 al 2007 el festival es va celebrar a l'aparcament del càmping Jeugdstadion (a excepció del 2002, que es va celebrar al recinte de l'empresa CID Lines). El 2008, Ieperfest es va traslladar a la seva ubicació actual a l'aire lliure a Poperingseweg, incorporant també un segon escenari.
El festival va ser organitzat per primera vegada per Edward Verhaeghe, un músic que havia format part de grups com The Midnight Men, Rise Above i Nations on Fire i era propietari del segell discogràfic Warehouse Records (actualment Good Life Recordings), el setembre de 1992. Hans Verbeke, músic i propietari de Sober Mind Records i empleat de De Vort'n Vis, va assumir el relleu per a les edicions de 1994 i 1995, fins que Bruno Vandevyvere, propietari de Genet Records i de la botiga de discos Pyrrhus Records, es va convertir en l'organitzador principal el 1996 fins a dia d'avui.
Tot i que Ieperfest s'ha centrat tradicionalment en bandes de metalcore, una gran varietat de grups hi han actuat i de subgèneres hi han estat representats al llarg de la seva història: emocore, post-hardcore, punk rock, grindcore, death metal, thrash metal, sludge metal, doom metal o stoner rock. Michal Kočan va mencionar Ieperfest com l'inspirador per a endegar el seu propi festival de música a la República Txeca, el Fluff Fest.
L'any 1999, Genet Records va publicar el disc compacte recopilatori Vort'n Vis Hardcore Festival 1998, que documenta la majoria de les bandes que van actuar a l'edició de 1998 del festival. El desembre de 2000, Good Life Recordings va publicar el VHS Good Life Recordings Presents: Good Life TV Video Sampler #1, que inclou imatges en directe de bandes actuant en les edicions de 1999 i 2000 del festival.